# Пржегалинская, Александра
Александра Катажина Пржегалинская-Скерковская (пол. Aleksandra Katarzyna Przegalińska-Skierkowska, род. 18 января 1982, Щецин) — польский футуролог, доцент кафедры менеджмента и искусственного интеллекта, а также проректор (с 2020 года) Университета Козьминского.

## Биография

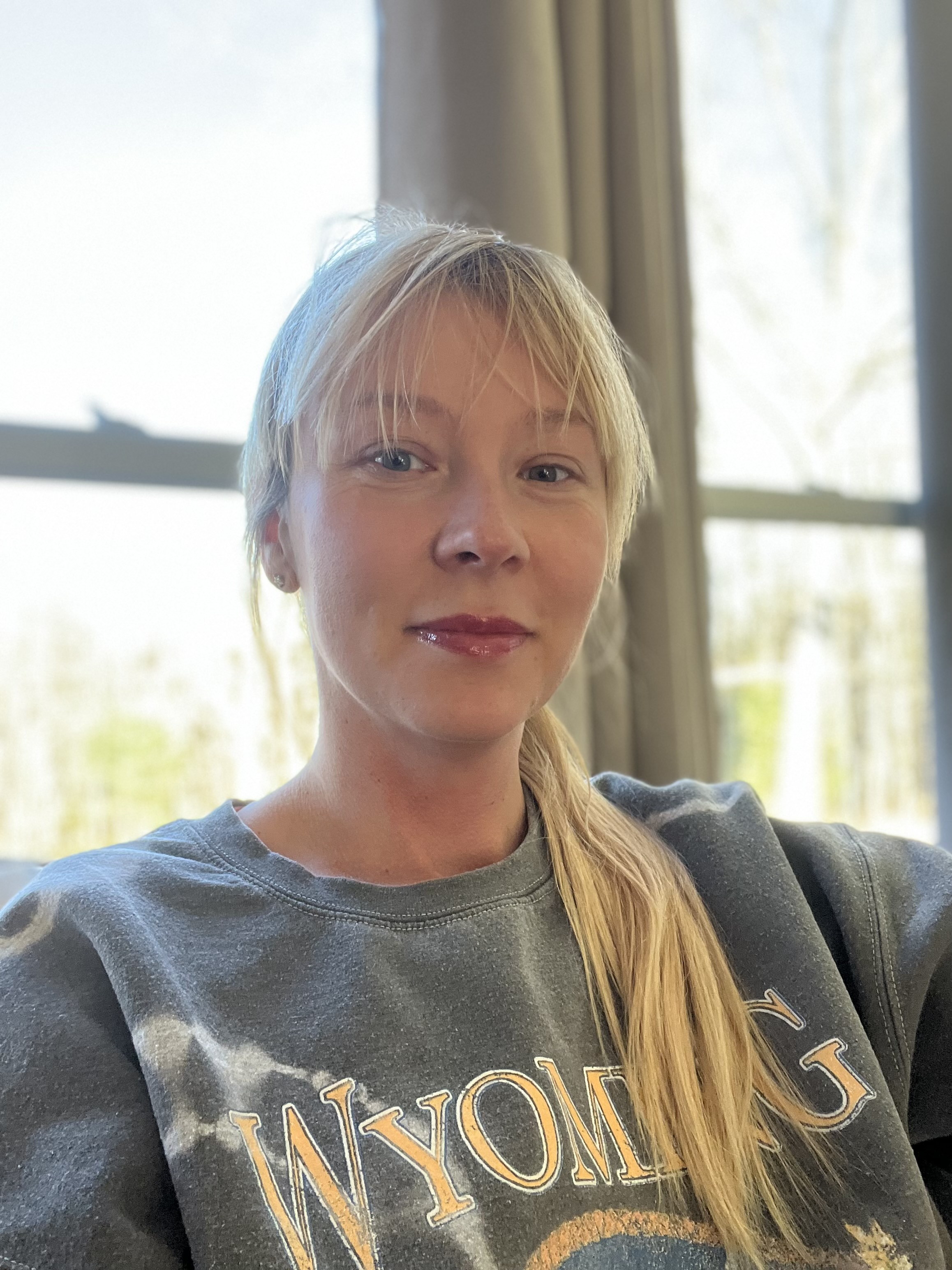
Пржегалинская в 2022 году

Пржегалинская — научный сотрудник Американского института экономических исследований и Центра коллективного разума Массачусетского технологического института. Она также является приглашённым учёным в Центре труда и трудовой жизни Гарвардского университета.
В 2014 году защитила кандидатскую диссертацию по философии в Варшавском университете, специализируясь на феноменологии виртуальных сущностей.
Её недавние работы включают «Коллаборативное общество» (MIT Press), книгу 2020 года с Дарюшем Емельняком, в которой она обсуждает кооперативный поворот в обществе, обеспечиваемый технологиями; и «Носимые технологии в организациях: конфиденциальность, эффективность и автономность в работе» (2019, Springer), в которой она обсуждает аспекты конфиденциальности и эффективности носимых устройств в организациях. Она ведёт радиопередачу о будущем и технологиях «Coś Osobliwego» (дословно «Что-то особенное», игра слов на польском языке, означающая также «Что-то сингулярное», относящееся к сингулярности).
Пржегалинскую часто приглашают в качестве эксперта в польских СМИ, она даёт интервью, в частности, для Forbes, Gazeta Wyborcza, TVN, Bankier, Onet, Forsal и Krytyka Polityczna.

## Личная жизнь
Замужем, есть дочь (2012 года рождения).

## Публикации
- Przegalińska, Aleksandra; Oksanowicz, Paweł (2020), Sztuczna Inteligencja. Nieludzka, arcyludzka. Znak, ISBN 978-83-240-6050-4
- Jemielniak, Dariusz; Przegalińska, Aleksandra (2020), Społeczeństwo współpracy, Warszawa, Wydawnictwo Naukowe Scholar, ISBN 978-83-66470-04-0
- Jemielniak, Dariusz; Przegalińska, Aleksandra (2020), Collaborative Society, Cambridge, MA, MIT Press ISBN 978-02-62537-91-9
- Przegalińska, Aleksandra (2016), Istoty wirtualne. Jak fenomenologia zmieniała sztuczną inteligencję, Kraków: Universitas, ISBN 97883-242-3014-3.